# Åmøy
Åmøy est une île appartenant aux municipalités de Rennesøy et Stavanger. 

## Description
Elle fait partie d'un groupe d'îles : les îles de Sokn et Bru se trouvent toutes deux à l'ouest d'Åmøy et les îles de Mosterøy et Rennesøy se trouvent au nord, et l'île de Sør-Hidle se trouve à l'est.
Åmøy est composée de deux parties : 
- Vestre Åmøy appartenant à Rennesøy,
- Austre Åmøy appartenant à Stavanger.

Elle couvre une superficie de 5,3 km2 et 480 habitants y vivent,.